# Berlin Drifters
Pour plus de détails, voir Fiche technique et Distribution.
Berlin Drifters est un film japonais réalisé par Kōichi Imaizumi, sorti en 2017.

## Synopsis
Ryota, un Japonais, se rend à Berlin espérant nouer une relation avec un homme qu'il a rencontré en ligne. Il va alors dans un sex club de la ville où il rencontre Kōichi, un Japonais atteint du sida.

## Fiche technique
- Titre : Berlin Drifters
- Réalisation : Kōichi Imaizumi
- Scénario : Gengoroh Tagame
- Photographie : Hiroki Taguchi
- Montage : Kōichi Imaizumi et Hiroki Iwasa
- Production : Jürgen Brüning, Hiroki Iwasa et Claus Matthes
- Société de production : Habakari Cinema et Jürgen Brüning Filmproduktion
- Pays :  Japon et  Allemagne
- Genre : Drame, romance, film pornographique
- Durée : 123 minutes
- Dates de sortie : 
  -  Hong Kong : 10 septembre 2017 (Festival du film lesbien et gay de Hong Kong)

## Distribution
- Lyota Majima : Ryota
- Kōichi Imaizumi : Kōichi
- Mioo Satō
- Michael Selvaggio
- Claude Kolz

## Accueil
Elizabeth Kerr pour le Hollywood Reporter a écrit à propos du film : « Il faut aller au-delà des scènes de sexe pour vraiment voir ce film. Berlin Drifters est un peu empêché par son aspect brut et ses performances d'acteurs inégales, mais tout ça n'entache pas le cœur du film, fondamentalement doux - et classique ».

## Distinctions
Le film a été présenté au Festival du film lesbien et gay de Hong Kong, au Queer Lisboa, au Festival international du film queer de Taïwan, au Berlin Porn Film Festival, au Wicked Queer Film Festival de Boston,.